# Gare de Béziers
La gare de Béziers est une gare ferroviaire française des lignes : de Bordeaux-Saint-Jean à Sète-Ville et de Béziers à Neussargues. Elle est située sur le territoire de la commune de Béziers, dans le département de l'Hérault en région Occitanie.
Elle est mise en service en 1857 par la Compagnie des chemins de fer du Midi et du Canal latéral à la Garonne. C'est une gare de la Société nationale des chemins de fer français (SNCF), desservie par le TGV (dont Ouigo), des trains de grandes lignes et des trains TER Occitanie.

## Situation ferroviaire
Établie à 18 mètres d'altitude, la gare de Béziers est située au point kilométrique (PK) 431,629 de la ligne de Bordeaux-Saint-Jean à Sète-Ville, entre les gares voyageurs de Coursan et de Vias.
Gare de bifurcation, elle est l'origine de la ligne de Béziers à Neussargues. Elle dispose d'importantes infrastructures, voies et bâtiments, consacrés au service des marchandises.

## Histoire

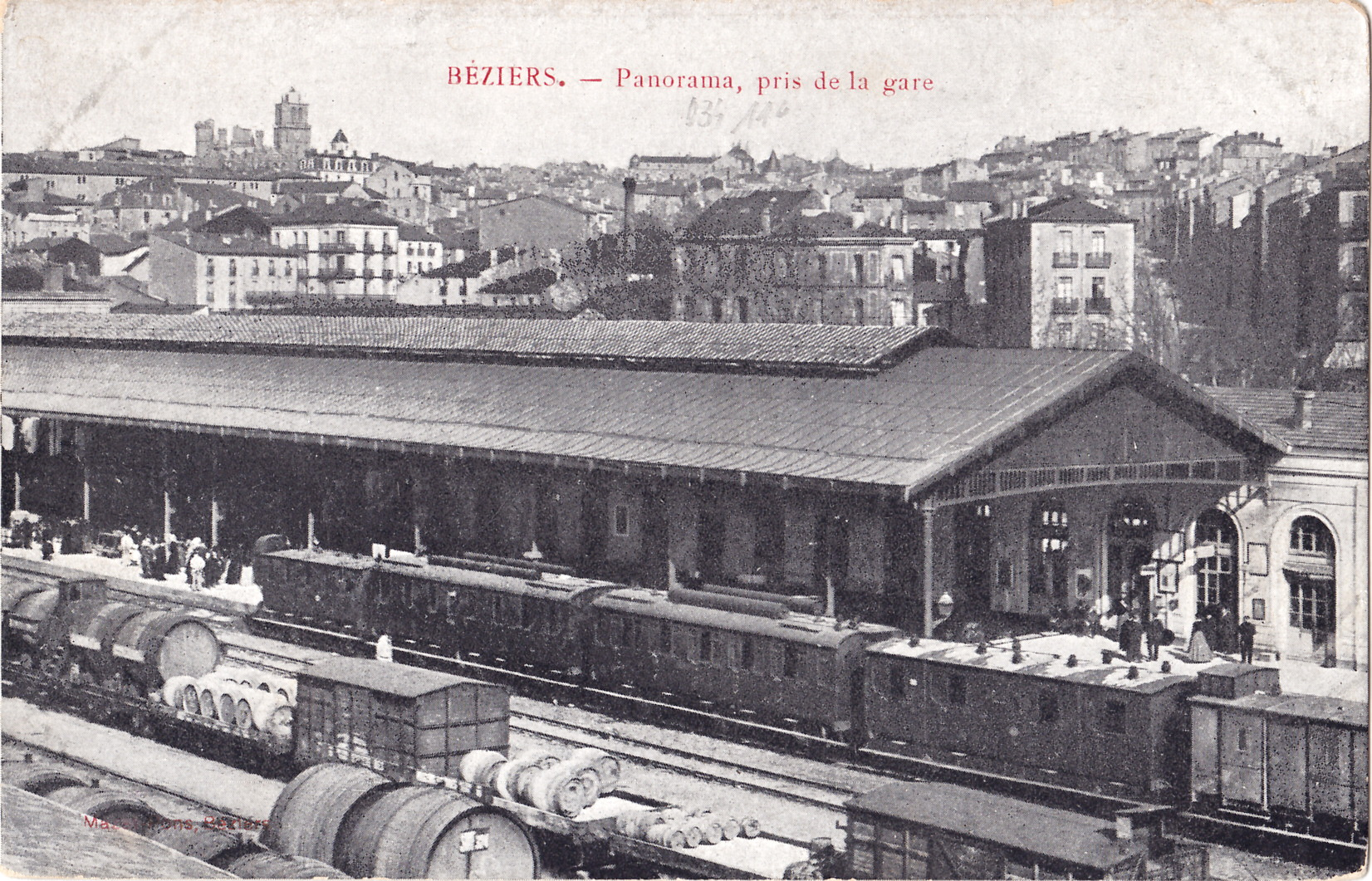
La gare au début du XXe siècle.

La Compagnie des chemins de fer du Midi et du Canal latéral à la Garonne, concessionnaire de la ligne de Bordeaux à Sète, met en service la station de Béziers avec la section de Béziers à Sète le 19 janvier 1857, elle inaugure la ligne ouverte dans son intégralité le 22 avril 1857.

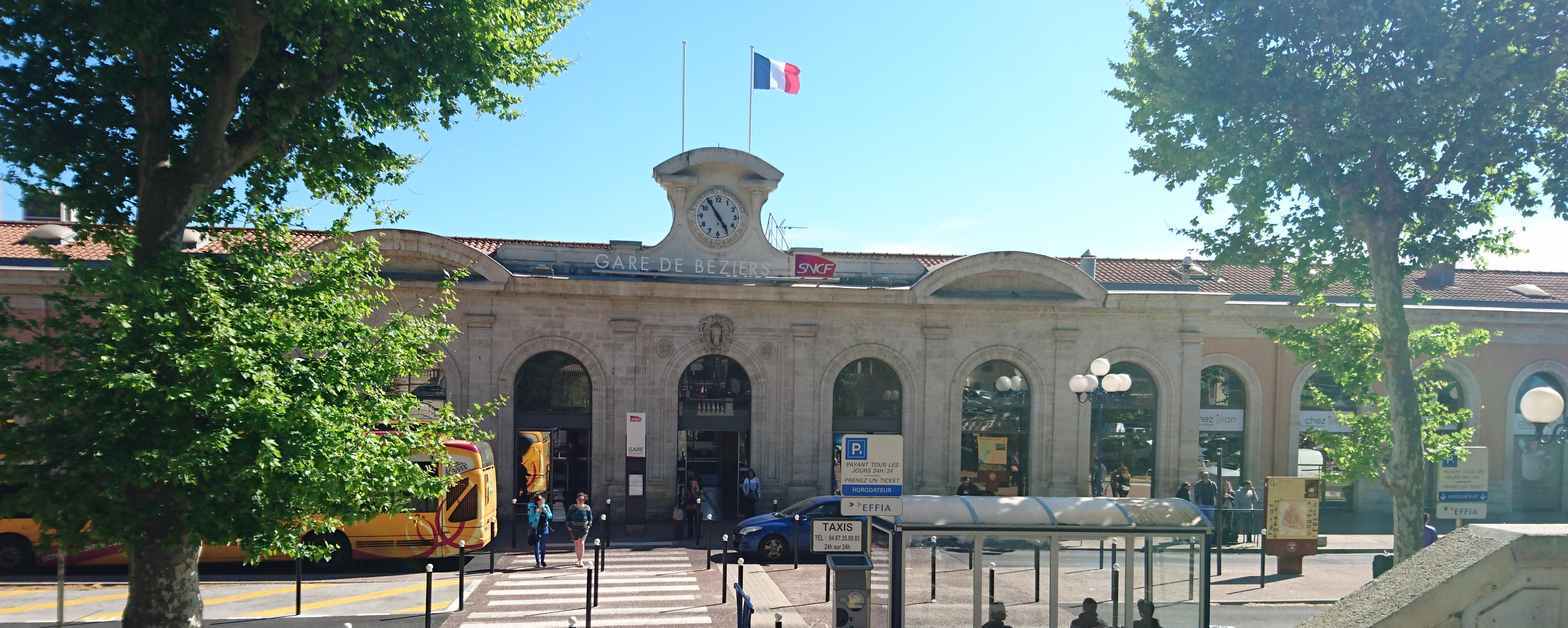
La gare en 2016.

En 1858, Béziers est la 70e station depuis Bordeaux, qui est à 432 km, « des omnibus, correspondant avec tous les trains, conduisent de la gare dans la ville » qui compte 23 557 habitants. Des voitures de correspondance, permettent de rejoindre les localités de Bédarieux, Clermont-l'Hérault, Lodève, Pézenas, Saint-Chinian et Saint-Pons-de-Thomières. Un chemin de fer créé pour désenclaver le bassin houiller de Graissessac doit s'embrancher près de la gare.
La Compagnie du chemin de fer de Graissessac à Béziers en difficulté financière est mise sous séquestre le 12 mai 1858, l'approbation de crédits pour permettre l'achèvement de la construction de la ligne et son exploitation intervient le 15 août 1858. Béziers devient donc gare de bifurcation le 20 septembre 1858, jour de la mise en service, au trafic marchandises, de la première section jusqu'à la gare de Bédarieux. L'ouverture du trafic voyageurs a lieu le 1er septembre 1859.
Le 5 juillet 1944, comme d'autres infrastructures ferroviaires de l'Hérault, la gare et des installations de réparation ferroviaires proches subissent un bombardement allié qui touche également des quartiers périphériques tuant 21 personnes.

## Service des voyageurs

### Accueil
Gare SNCF, elle dispose d'un bâtiment voyageurs, avec guichet, ouvert tous les jours. Elle est équipée d'automates pour l'achat de titres de transport. C'est une gare Accès Plus disposant d'aménagements et services pour les personnes à la mobilité réduite.

### Desserte
Béziers est desservie par la majorité des trains parcourant l'arc languedocien, dont : les TGV issus de Paris (dont Ouigo), Bruxelles ou Lyon, et à destination de Toulouse, Perpignan ou Barcelone ; les trains Intercités reliant Bordeaux à Marseille, ainsi que Béziers à Clermont-Ferrand (L'Aubrac) ; l'Intercités de nuit allant de Paris à Cerbère ; de nombreux TER Occitanie.

### Intermodalité
Un parc pour les vélos et un parking pour les véhicules sont aménagés. Elle est desservie par des bus.

## Fréquentation
De 2015 à 2023, selon les estimations de la SNCF, la fréquentation annuelle de la gare s'élève aux nombres indiqués dans le tableau ci-dessous.
| Année                     | 2015      | 2016      | 2017      | 2018      | 2019      | 2020      | 2021      | 2022      | 2023      |
| ------------------------- | --------- | --------- | --------- | --------- | --------- | --------- | --------- | --------- | --------- |
| Voyageurs seuls           | 1 257 794 | 1 374 338 | 1 441 893 | 1 214 111 | 1 129 019 | 831 286   | 1 192 730 | 1 490 704 | 1 732 904 |
| Voyageurs + non voyageurs | 1 572 243 | 1 717 923 | 1 802 366 | 1 517 639 | 1 411 274 | 1 039 108 | 1 490 913 | 1 863 381 | 2 166 130 |

## Service des marchandises
C'est une gare Fret SNCF, code 781005, le service est « limité aux transports par train en gare ».